# Дуброва (Бобруйский район)
Дуброва (бел. Дуброва) — посёлок в Бобруйском районе Могилёвской области Беларуси. Входит в состав Слободковского сельсовета.

## География
Посёлок находится в юго-западной части Могилёвской области, при автодороге Р-55, на расстоянии 4 километров югу от города Бобруйска, административного центра района. Абсолютная высота — 151 метр над уровнем моря. Площадь населённого пункта — 0,1245 км².

## История
Дуброва была основана в 1920-х годах переселенцами из близлежащих деревень.

## Население
По данным переписи 2019 года, в посёлке проживало 44 человека.
| Год  | Население, человек |
| ---- | ------------------ |
| 1986 | 89                 |
| 2007 | ↘ 54               |
| 2009 | ↘ 37               |
| 2019 | ↗ 44               |